# Rio Gârbele
O Rio Gârbele é um rio da Romênia, afluente do Botuş, localizado no distrito de Suceava.